# День незалежності (Монголія)
День незалежності Монголії (монг. Үндэсний эрх чөлөө, тусгаар тогтнолоо сэргээсний баярын өдөр) є головним державним святом Монголії. Відзначається 29 грудня, знаменує незалежність Монголії від Цінського Китаю в 1911 році. Свято відзначають щорічно з 2011 року.  Іноді  День Республіки, який відзначають 26 листопада, помилково називають День незалежності.
29 грудня 1911 року, на дев'ятий день зимового сонцестояння року Свині, монгольський народ проголосив Монгольську революцію 1911 року, поклавши кінець 200-річному правлінню маньчжурської династії Цін у Монголії і проголосив Богд-хана верховним правителем держави, вручивши йому державну печатку, державний прапор та почесті, а також прийняв історичне рішення про створення уряду з п'ятьма міністерствами, заснувавши таким чином незалежну державу Богдське ханство Монголії. Національна революція 1911 року, яка ознаменувала початок незалежності монгольського народу від маньчжурської династії Цін, вважається особливою сторінкою в історії монгольського народу з давньою традицією державності та оголошується історичною подією, яку майбутні покоління повинні згадувати з гордістю. Революція національної незалежності стала втіленням  непохитного прагнення та наполегливої боротьби монгольського народу за відновлення своєї незалежної держави, початком великого відродження національної свідомості.
Хоча цінність цього історично важливого дня ігнорувалась у роки соціалізму, закон від 16 серпня 2007 року встановив 29 грудня державним святом, а потім закон від 23 грудня 2011 року встановив його як державний вихідний день - день відновлення національної свободи і незалежності. 

## Історичне тло
У 1911 році спалахнула Сіиньхайська революція, і 29 грудня 1911 року Зовнішня Монголія проголосила свою незалежність. Новостворене Богдське ханство Монголії на чолі з Богдо-ханом проіснувало 8 років, поки воно не було окуповане Китайською Республікою в 1919 році, але відновило свою незалежність 11 липня 1921 року.